# Markus Fehrenbach
Markus Fehrenbach (* 1975 in Müllheim) ist ein deutscher Jurist und Hochschullehrer an der Ruhr-Universität Bochum.

## Leben
Nach seinem Abitur 1994 am Kolleg St. Blasien und dem anschließenden Wehrdienst in Todtnau begann Fehrenbach 1995 ein Studium der Rechtswissenschaften sowie der Politik-, Geschichts- und Wirtschaftswissenschaften an der Universität Passau, das nur durch einen Studienaufenthalt an der Universität Kastilien-La Mancha in Toledo unterbrochen wurde. 2001 legte er in Passau sein Erstes Juristisches Staatsexamen ab; 2004 folgte das Zweite Staatsexamen im Bezirk des Oberlandesgerichts München. In der Folge arbeitete Fehrenbach in verschiedenen Positionen am Lehrstuhl von Jan Wilhelm in Passau. Dort promovierte er 2011 zum Dr. jur. Diese Arbeit wurde mit dem Wissenschaftspreis der Universität Passau 2012 ausgezeichnet. Bereits ein Jahr später schloss er in Passau auch seine Habilitation ab und erhielt die venia legeni für die Fächer Bürgerliches Recht, Deutsches und Europäisches Handels- und Wirtschaftsrecht sowie Zivilverfahrensrecht.
In der Folge vertrat Fehrenbach von 2012 bis 2016 Lehrstühle an den Universitäten Mainz, Heidelberg, Halle-Wittenberg, Göttingen, Regensburg und Frankfurt am Main. Seit 2016 hat er die ordentliche Professur für Bürgerliches Recht und Gesellschaftsrecht an der Universität Bochum inne.

## Veröffentlichungen (Auswahl)
- Der fehlerhafte Gesellschafterbeschluss in der GmbH – Allgemeines Beschlussmängelrecht und analoge Anwendung des Aktienrechts. Carl Heymanns Verlag, Köln 2011, ISBN 978-3-452-27685-8. (Dissertation)
- Haupt- und Sekundärinsolvenzverfahren – Zur sachgerechten Verfahrenskoordination bei grenzüberschreitenden Unternehmensinsolvenzen. Mohr Siebeck, Tübingen 2014, ISBN 978-3-16-153476-8. (Habilitationsschrift)